# Valea Zimbrilor
Valea Zimbrilor este o rezervație naturală de zimbri (Bison bonasus) situată în comuna Vama Buzăului, județul Brașov, România. În 2019 rezervația era una din cele patru zimbrării din România.
Rezervația naturală de zimbri Valea Zimbrilor a fost inaugurată în noiembrie 2008, pe o suprafață de 9 hectare și cu trei locuri de hrănire a zimbrilor. Pentru a respecta normele europene, în final rezervația va avea o suprafață de 92 ha, din care 80 ha de pădure și 12 ha de pășune. În 2009 rezervația era populată cu cinci zimbri, patru adulți și un pui, primiți gratuit de la trei grădini zoologice din străinatate. Cele cinci exemplare proveneau din Elveția (2), Italia (1) și Austria (2).
De la Vama Buzăului au fost puse în libertate 6 exemplare de zimbri, ultimile doua părăsind rezervația în aprilie 2019 pentru a fi eliberate în cadrul  Parcului National Vânători Neamț, zona cunoscuta și sub denumirea de "Ținutul Zimbrului" (vezi Rezervația de Zimbri - Neamț).
Accesul se face pe DN10 până la Întorsura Buzăului, apoi pe drumul comunal DC49A spre sud până în satul Acriș.